# Cranaë tibialis
Cranaë tibialis är en insektsart som först beskrevs av Brunner von Wattenwyl 1898.  Cranaë tibialis ingår i släktet Cranaë och familjen gräshoppor. Inga underarter finns listade i Catalogue of Life.